# Hypochromie
L'hypochromie est un terme générique pour désigner la diminution de la coloration normale d'un tissu ou d'un organe. Par exemple, au niveau de la peau, le vitiligo se manifeste par des taches blanches (zones de dépigmentation cutanée). 
On parle de globule rouge hypochrome lorsqu'il apparaît pâle au microscope optique après coloration au May-Grünwald Giemsa. Cette pâleur est due au fait qu'il contient moins d'hémoglobine (Hb) qu'un globule rouge normal. L'hypochromie s'observe surtout dans l'anémie ferriprive et l'inflammation (fer présent mais non disponible = carence fonctionnelle). 
On dit d'une anémie qu'elle est hypochrome lorsque la majorité des globules rouges du sang sont hypochromes : la concentration corpusculaire moyenne en hémoglobine (CCMH) est inférieure à la normale (CCMH normale= 32 - 36 g/dL).
En physique, l'hypochromie ou effet hypochrome, est le déplacement d'une bande spectrale (émission ou absorption) vers des longueurs d'onde plus courtes.